# Trachelostenidae
Trachelostenidae — семейство жуков (Coleoptera), обитающие в Южной Америке (Чили).

## Систематика
Может также рассматриваться как подтриба (Trachelostenina) в семействе чернотелок (Tenebrionidae). Очень немногочисленное семейство, включающее в семя всего три вида в двух родах:
- Lagriola Kirsch, 1873
  - Lagriola denticulata Kirsch, 1873
  - Lagriola operosa Kirsch, 1873
- Trachelostenus Solier in Gay, 1851
  - Trachelostenus inaequalis Solier